# Amberg
Amberg (česky Amberk, latinsky Amberga) je německé město, ležící v Horní Falci v Bavorsku, 60 km východně od Norimberku a 60 km západně od České republiky. 

## Geografie

### Poloha
Amberg se nachází asi 60 kilometrů východně od Norimberku a 50 kilometrů severně od Řezna. Město leží na řece Vils. Univerzitní město je regionálním centrem střední části Horní Falce a je součástí metropolitního regionu Norimberk. Katastr města je zcela obklopen zemským okresem Amberg-Sulzbach. Amberg leží v Hornofalcké pahorkatině. Středověké centrum města se z velké části zachovalo.

## Historie

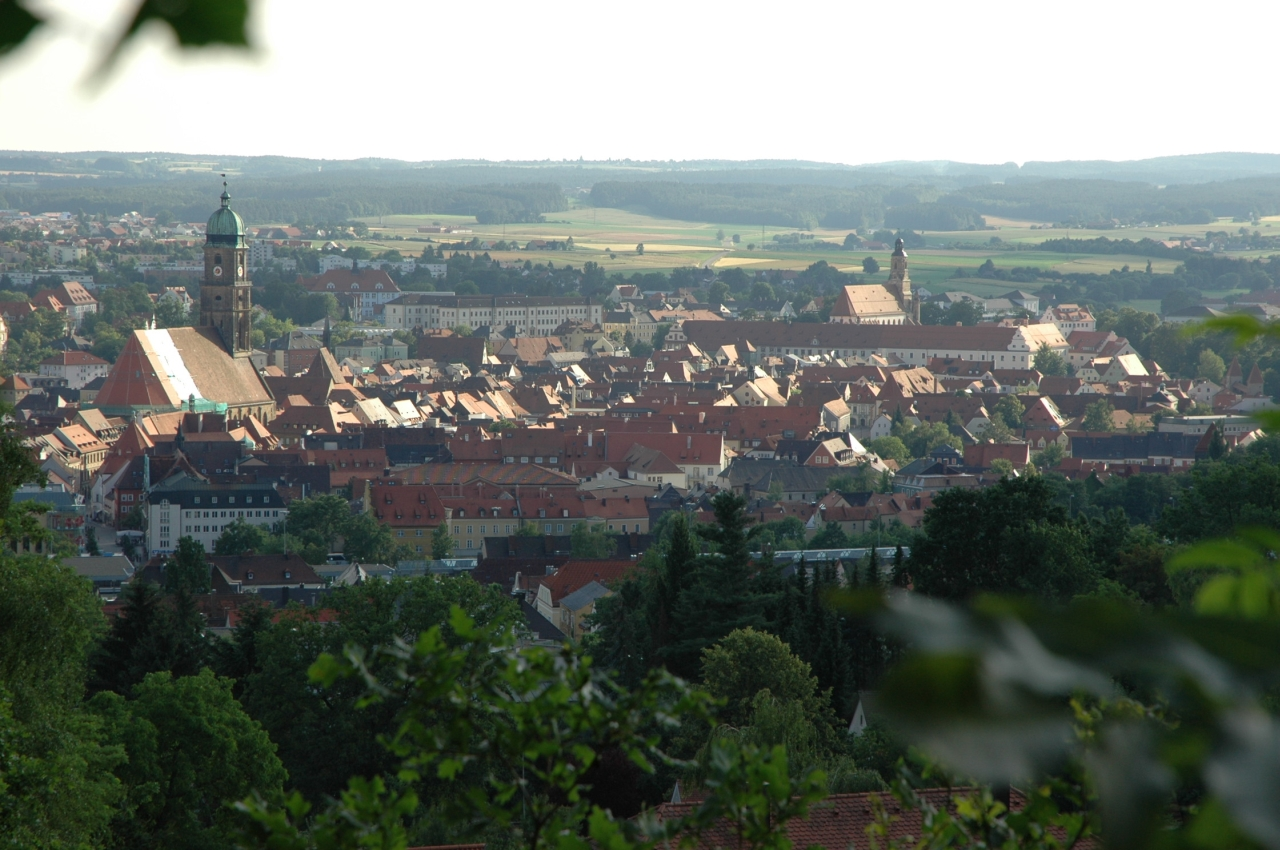
Staré město

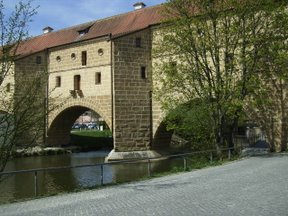
Vodní brány tzv. „Městské brýle“

Nejstarší písemná zmínka o Ambergu pochází z roku 1034. Ve 12. století byl již Amberg důležitým místem kupců provozujících obchody. Amberské obchody byly uzavírány z převážné části po vodě, tedy po proudu řeky Vils a odtud přes Naab do Dunaje. Upevněný trh, který lze v polovině 12. století dokázat v knize tradic kláštera Ensdorf, se rozvinul v město 13. století.
Za svůj hospodářský vzestup však vděčí Amberg nejen obchodu, ale hlavně výstavbě železnice a dalšímu zpracovávání těženého surového železa v takzvaných kladivových mlýnech, ve kterých se za použití vodní síly rozkovávala ruda.
Roku 1269 přešel Amberg do rukou rodu Wittelsbachů. Největším příznivcem Ambergu se stal bratr Rudolfa I., vévoda, od roku 1314 král a od roku 1328 císař Ludvík IV. Navzdory rozmanitým vztahům Ludvíka k Ambergu připadla v rodinné smlouvě z Pavie roku 1329 synům jeho bratra, Rudolfa I., a tím falcké linii dynastie Wittelsbachů.
Dne 26. srpna 1596 se zde narodil český „zimní král“ a falcký kurfiřt Fridrich Falcký.
Bombardování za druhé světové války zůstalo historické jádro Ambergu ušetřeno. Velké problémy pro město nastaly po kolapsu roku 1945, když se počet obyvatel kvůli příchodu uprchlíků zvýšil z 32 000 na 44 000. Teprve angažovaně provedený demonstrativní stavební program na začátku šedesátých let mohl zjednat nápravu bytové krize. V sedmdesátých letech zahájilo město sanaci Starého Města.

## Politika

### Vrchní starostové
- 1892–1907: Joseph Heldmann
- 1907–1913: Georg Schön
- 1913–1933 Dr. Eduard Klug
- 1933: Otto Saugel (ustanoven fašistickým režimem)
- 1933–1945: Josef Filbig (ustanoven fašistickým režimem)
- 1945–1946: Christian Endemann
- 1946: Dr. Eduard Klug
- 1946: Christian Endemann
- 1946–1952: Michael Lotter
- 1952–1958: Josef Filbig
- 1958–1970: Dr. Wolfgang Steininger
- 1970–1990: Franz Prechtl
- od roku 1990: Wolfgang Dandorfer

### Obyvatelstvo
| Rok  | obyvatelé | rok  | obyvatelé |
| ---- | --------- | ---- | --------- |
| 1400 | 2720      | 1950 | 37920     |
| 1500 | 3180      | 1960 | 41849     |
| 1600 | 4280      | 1970 | 41522     |
| 1700 | 3720      | 1980 | 44264     |
| 1800 | 5763      | 1990 | 43111     |
| 1859 | 12312     | 2000 | 43794     |
| 1900 | 22039     |      |           |

## Kultura

### Historické budovy

#### Kostely
- Bazilika sv. Martina (pozdě gotický)
- Farní kostel sv. Jiří (původně gotický, barokizovaný)
- Poutní kostel Panny Marie (barokní)

#### Kláštery
- Františkánský klášter u poutního kostela
- Bývalý františkánský klášter ve městě
- Bývalá jezuitská kolej u farní kostela sv. Jiří
- Klášter chudých školských sester de Notre Dame

#### Ostatní budovy
- Radnice (gotická stavba)
- Kurfiřtský zámek (V kurfiřtském zámku v Ambergu je dnes sídlo úřadu zemské rady Amberg-Sulzbach. Impozantní stavební dílo patří spolu s kurfiřtskou zbrojnicí a stavbou vodní brány (tzv. městské brýle, které spojují zámek a zbrojnici) k jedné z nejkrásnějších budov v regionu.)
- „Stará tvrz“
- Městské hradby

### Muzea

#### Městské Muzeum
Koncept muzea:
- Dějiny města
- Stála expozice o kurfiřtském Ambergu
- Dějiny řemesla a průmyslu v Ambergu
- Sbírka obrazů malíře a grafika Michala Matyáše Prechtla
- Archeologické muzeum

#### Vzdušné muzeum
Koncept muzea:
- Základem stálé sbírky Vzdušného muzea jsou objekty, instalace, vzduchostroj, sací a foukací objekty, vzdušná typografie a videa.
- Sbírka je doplněna o vypůjčené předměty od německých a mezinárodních umělců, architektů a designerů, kteří pracují či pracovali s médiem vzduch.
- K vidění zde jsou technologické prostory na téma vzduch s vědeckými a průmyslovými výstavními předměty a dalšími předměty na téma vzduch.
- Na téma architektura, design, umění, všední umění se konají aktuální výstavy.

### Divadla

#### Městské divadlo
Od roku 1803 existuje v Ambergu městské divadlo, které sídlí v bývalém kostele františkánského kláštera.

#### Divadlo „Vilstheater“ (Vils-teátr)
Od roku 2002 se koná v nepravidelných časových intervalech divadlo pod širým nebem na přírodním jevišti instalovaném přímo v řece Vils v historickém jádru Ambergu.

### Knihovny
- Státní knihovna
- Knihovna vysoké odborné školy
- Městská knihovna

## Vzdělání

### Vysoká odborná škola Amberg-Weiden
V roce 1994 byla zřízena na území dřívějších kasáren Vysoká odborná škola jako podvojná odborná vysoká škola s Weidenem. Škola nabízí především technicky zaměřené studijní obory.

### Gymnázia
- Gymnázium Erasma Rotterdamského (Erasmus-Gymnasium)
- Gymnázium Gregora Mendela (Gregor-Mendel-Gymnasium)
- Gymnázium Maxa Regera (Max-Reger-Gymnasium)
- Gymnázium Dr. Johanny Deckerové (Dr.-Johanna-Decker-Gymnasium) (církevní)

## Hospodářství
Hospodářskou základnu Ambergu v období industrializace tvořila vedle továrny na výrobu zbraní, která byla do města přemístěna už v roce 1801, především firma Baumann, která v roce 1869 začala v Ambergu s výrobou emailového zboží. V době jejího největšího růstu, v prvních letech minulého století, zaměstnávala 2 600 dělníků.
Významný je hospodářský život v Ambergu s průmyslovými podniky (mj. Siemens a. s., Grammer a. s.), početnými středními podniky a široce rozvinutou paletou velkoobchodních a maloobchodních podniků a podniků služeb. V zóně pro pěší v srdci Starého Města se usídlily mnohé obchody a gastronomické podniky s bohatým sortimentem.
Statistika čítá přibližně 9 000 pracovních sil ve zpracovatelském průmyslu. Také průmysl řemesel se pokládá s asi 4000 zaměstnanci ve více než 400 podnicích za jeden z nosných sloupů ambergského hospodářství.

## Obrázky

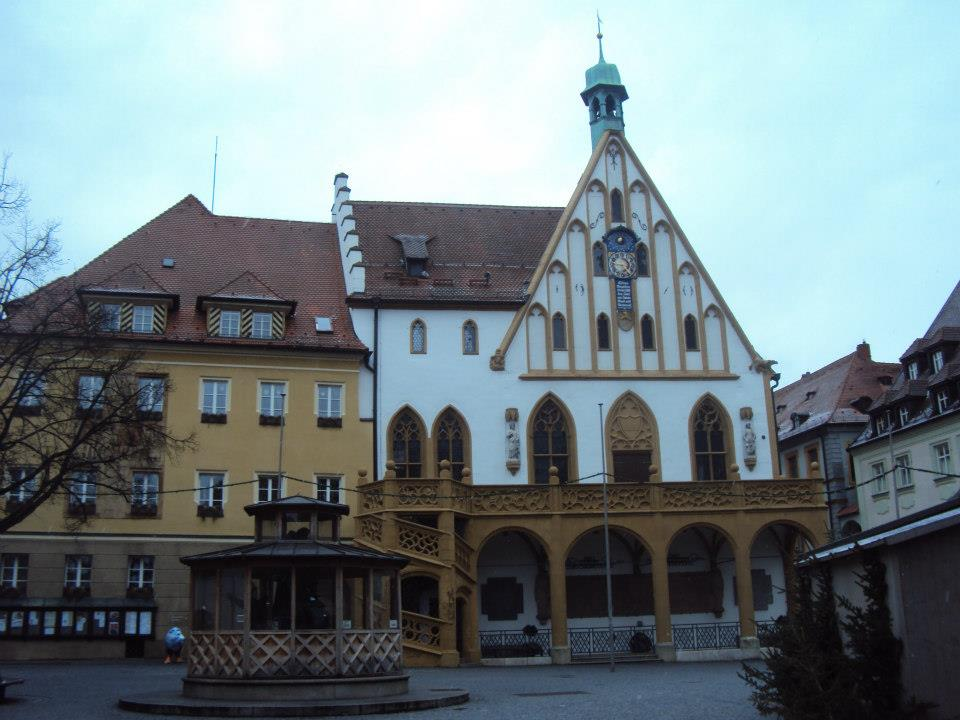
Radnice Amberg
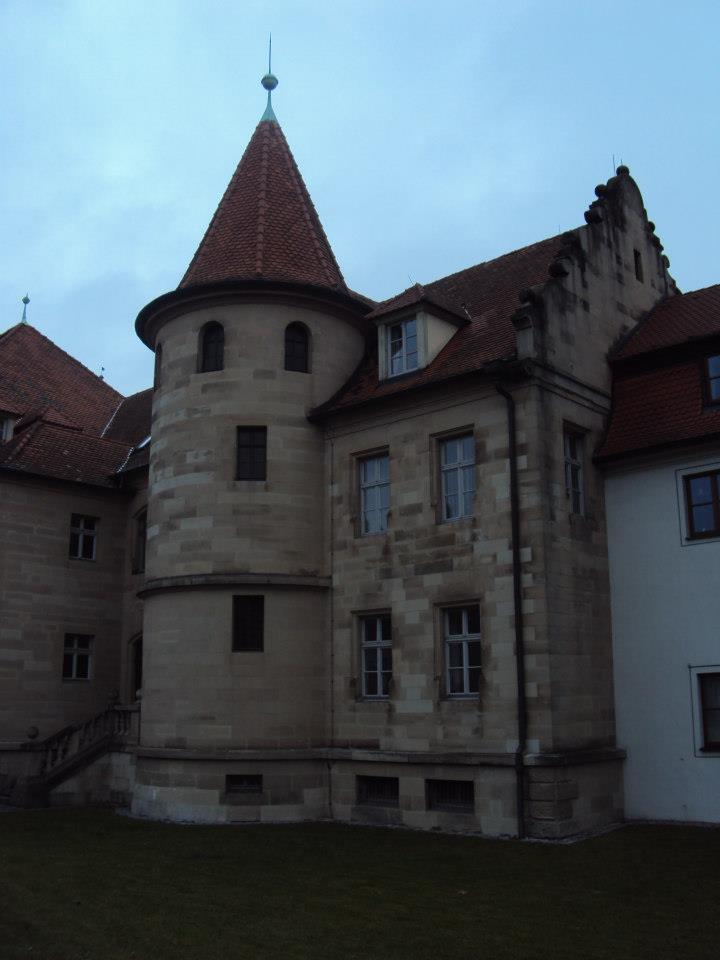
Centrum Ambergu
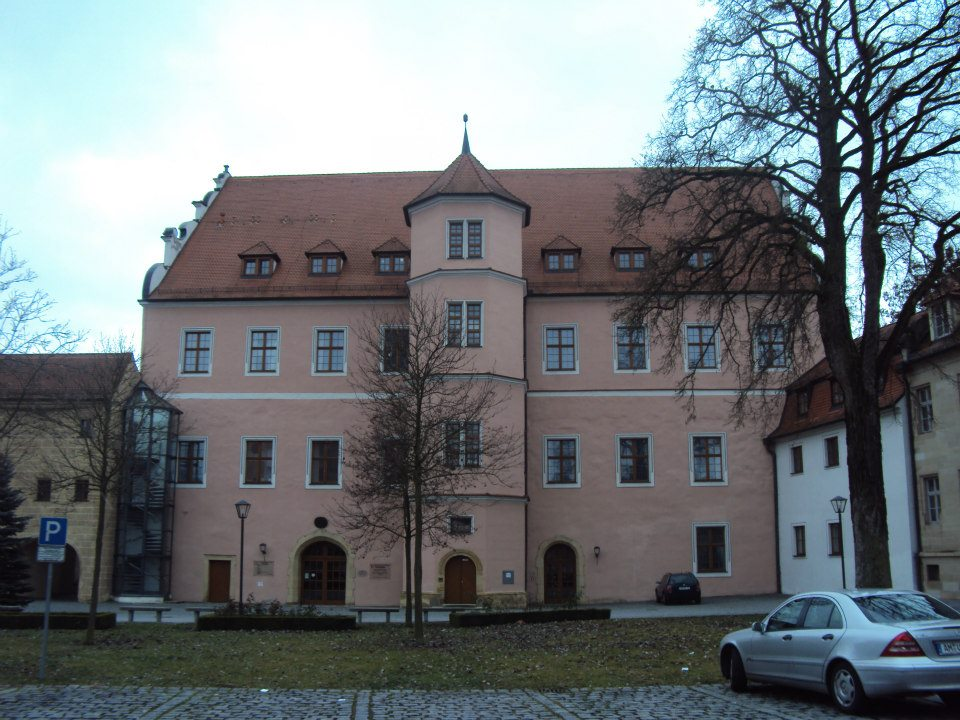
Zámek Amberg
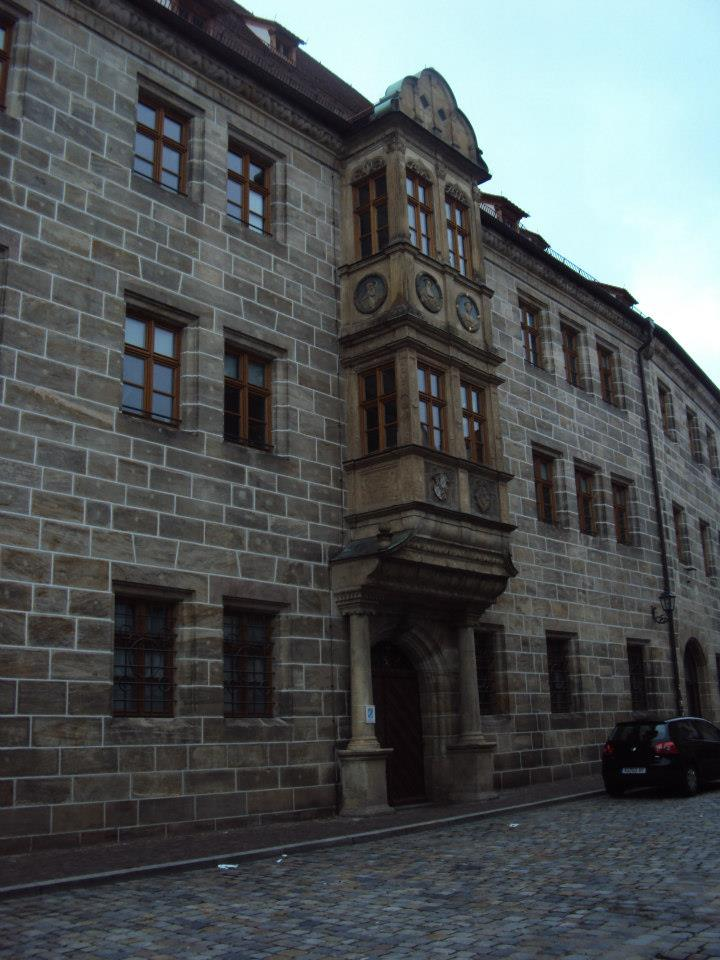
Historické centrum Ambergu
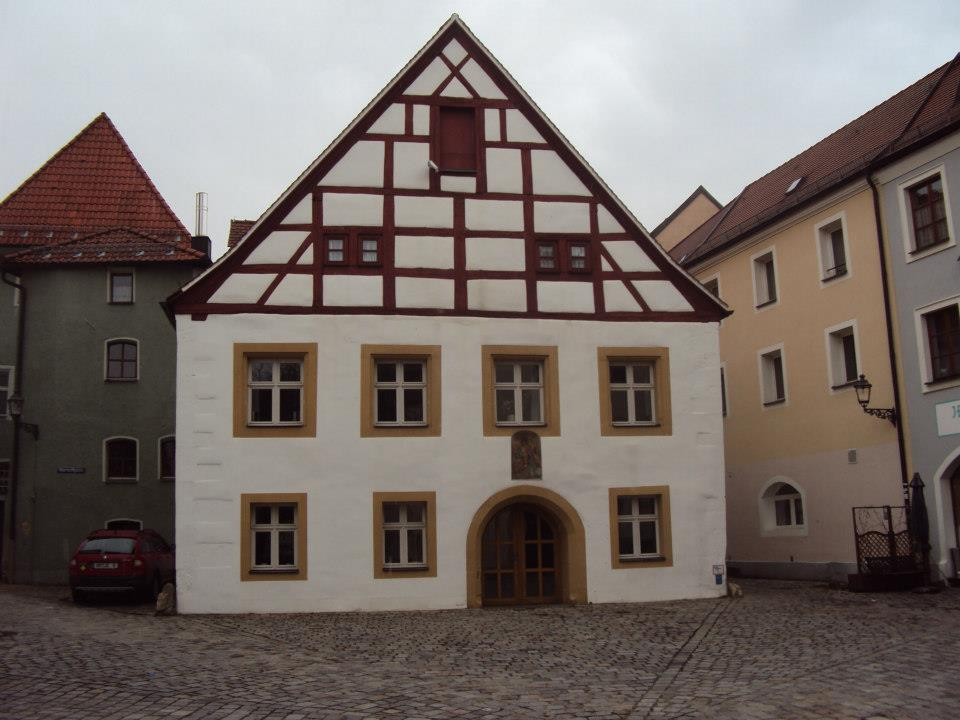
Amberg – centrum
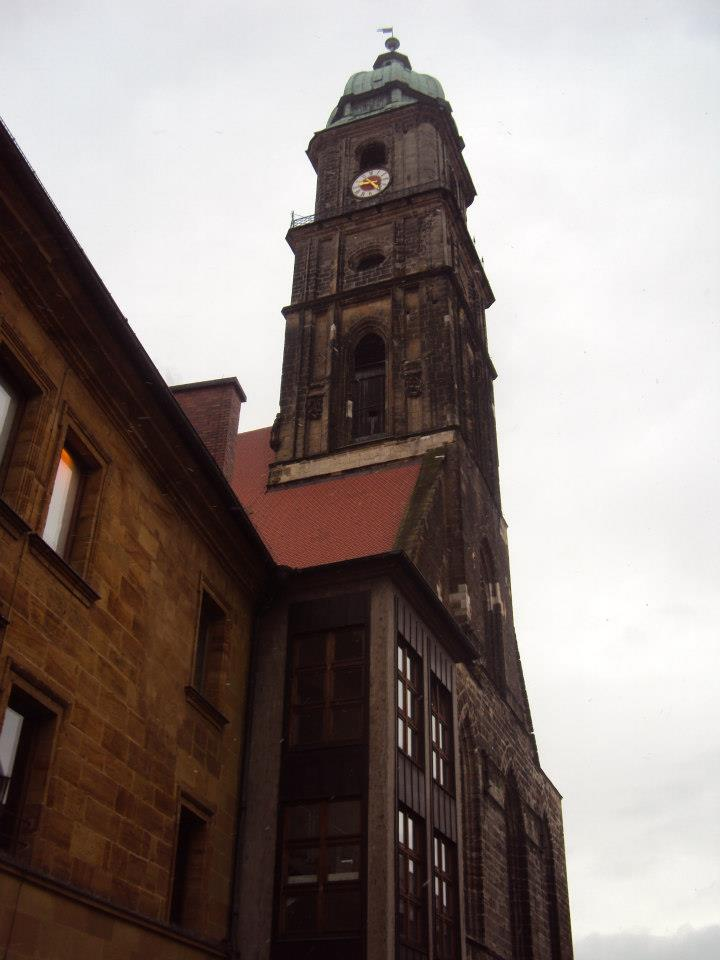
Bazilika sv. Martina

## Partnerská města
- Bad Bergzabern, Porýní-Falc, Německo
- Bystrzyca Kłodzka, Polsko
- Desenzano del Garda, Itálie
- Freiberg, Sasko, Německo
- Geretsried, Bavorsko, Německo
- Kranj, Slovinsko
- Périgueux, Francie
- Schnaittenbach, Bavorsko, Německo
- Siilinjärvi, Finsko
- Trikala, Řecko
- Ústí nad Orlicí, Česko